# Geōrgios Kaminīs
Geōrgios Kaminīs (in greco Γεώργιος Καμίνης?; New York, 15 luglio 1954) è un politico greco, sindaco di Atene dal 2010 al 2019.

## Biografia
È stato difensore civico dall'aprile 2003 al settembre 2010.
Nel 2010 è eletto per la prima volta Sindaco di Atene sostenuto dal PASOK battendo il Sindaco uscente di Nuova Democrazia ed ex Ministro della Salute Nikītas Kaklamanīs. Kaminīs al primo turno ottenne il 28,3% contro il 35% di Kaklamanis ma riuscì a ribaltare il risultato al ballottaggio venendo eletto con il 51,9% contro il 48% dell'avversario risultando nuovo Sindaco di Atene.
Nel 2014 si ricandida per un secondo mandato come indipendente alla carica di Sindaco di Atene. Il primo turno lo premia con il 21,1% dei consensi, pari a 46 976 voti, seguito sul filo dal candidato di SYRIZA Gavriil Sakeladiris con il 20%, pari a 44 620 voti, seguiti più staccatamente dal candidato di Nuova Democrazia, l'ex Ministro del Turismo e dell'Istruzione Arīs Spīliōtopoulos, al 16,9%, pari a 37 764 voti, e dal candidato di Alba Dorata, il deputato Ilias Kasidiaris, al 16,1% con 35 949 voti. Al ballottaggio, nonostante SYRIZA fosse stato largamente il primo partito alle Europee, Kaminīs viene riconfermato Sindaco di Atene al fotofinish con il 51,4%, pari a 110 987 voti, contro il 48,6% di Sakeladiris, pari a 104 857 voti, grazie soprattutto all'apporto decisivo del candidato di ND.

## Opere
- Geōrgios Kaminīs, La transition constitutionnelle en Grèce et en Espagne, Librairie générale de droit et de jurisprudence, 1993, ISBN 978-2-275-00532-4.
- Geōrgios Kaminīs, Illegally Obtained Evidence and Constitutional Guarantees of Human Rights: The Exclusion of Evidence in Criminal and Civil Proceedings, A. N. Sakkoulas, 1998, ISBN 960-232-805-3.